# Автошлях N8 (ПАР)
Автошлях N8 — національний маршрут у Південній Африці, який з’єднує Гроблерсхоп (на південний схід від Апінгтона ) з Масеру в Лесото через Кімберлі та Блумфонтейн. Підтримується Національним агентством доріг Південної Африки.

## Маршрут

### Північний Кейп
Дорога починається в Groblershoop в Північній Капській провінції (115 км на південний схід від Апінгтона) на перехресті з N10. Пролягає на схід протягом 285 км, через Грікватаун, перетинаючи річку Ваал у Шмідтсдрифті, до Кімберлі (столиці Північної Капської провінції). Входить як Schmidtsdrift Road, потім Long Street і досягає перехрестя з N12 на захід від перехрестя N12 з R64 (альтернативний шлях до Блумфонтейна).
Далі повертає на південний схід, щоб бути разом із N12 як Bultfontein Road до перехрестя Bishops Road, де N12 повертає на південь, залишаючи N8 як південно-східну дорогу. На кільцевій розв’язці біля Kimberley Boys High School N8 повертає на південь, як Олівер-стріт, потім на південний схід, як Натан-стріт (де вона минає аеропорт Кімберлі), щоб виїхати з Північного Кейпу та перетнути в провінцію Фрі-Стейт.

### Вільна держава
Від Кімберлі N8 прямує на схід протягом 150 кілометрів, перетинаючи річку Моддер, через Петрусбург (де зустрічається з північною кінцевою станцією R48), до Блумфонтейна (столиці Вільної держави та судової столиці Південної Африки), де зустрічається з Шосе N1 (західна об’їзна дорога Блумфонтейна) на з’їзді.
N8 приєднується до шосе N1 на північ на 3 км до наступного з’їзду, де він зустрічається зі східною кінцевою станцією R64 (альтернативний маршрут із Кімберлі). Оскільки R64 є дорогою на захід, N8 стає дорогою на схід (Нельсон Мандела Драйв), минаючи Університет Фрі Стейт, до центру Блумфонтейна. У центральному діловому районі Блумфонтейна N8 проходить як дві вулиці з одностороннім рухом (драйв Нельсона Мандели на захід і вулиця Застрон на схід). На перехресті зі столичною трасою M30 N8 знову стає однією вулицею на схід (проспект Олександри).
Після центру міста Блумфонтейн N8 прямує на схід, щоб утворити розв’язку зі столичною трасою M10 (вулиця Джорджа Люббе) і продовжувати рух в обхід Міжнародного аеропорту Брема Фішера та бази ВПС Блумспруїт . Від аеропорту він пролягає на схід протягом 78 кілометрів через Ботшабело і Таба Нчу, щоб досягти південної околиці Ледібранд. Безпосередньо перед Ladybrand до N8 з’єднується траса R26, і вони разом підписуються на схід протягом 12 км до південної частини Ladybrand, де N8 стає власною дорогою на південь, а R26 повертає на північ до Ladybrand CBD.